# Водопад Пагсанхан (почтовая марка)
Марка «Водопад Пагсанхан» (англ. Pagsanjan Falls) — почтовая марка, выпущенная 3 мая 1932 года, которая известна наличием на ней сюжетной ошибки. Это часть серии из семи почтовых марок с изображением достопримечательностей Филиппин, являвшихся в то время территорией США. Это ошибка дизайна почтовой марки, напечатанной в США и призванной изображать водопад Пагсанхан, туристическую достопримечательность провинции Лагуна на Филиппинах. Однако на почтовой марке на самом деле изображён водопад Вернал в Йосемитском национальном парке (штат Калифорния).
Благодаря этой ошибке марка стала наиболее востребованной среди всех марок серии: стоимость по каталогу «Скотт» 2008 года негашенного экземпляра этой почтовой марки очень хорошего качества (Sc #357) составляет 25,00 долл. США, в то время как стоимость любой другой марки этой серии не превышает 1,00 долл. США. Остальная часть серии включает марки номиналом 2 цента с изображением горы Майон, 4 цента — Центрального почтового отделения Манилы, 12 центов — причала № 7 в Маниле, 20 центов — посадки риса, 24 центов — рисовых террас и 32 цента — зигзага Багио.

## Описание
Дизайн почтовой марки имеет вертикальную прямоугольную форму, причём такая форма была выбрана, чтобы водопад мог быть изображён полностью, и напечатан жёлто-оранжевой краской. Текстовые элементы расположены в верхней и нижней части марки; на плакетке внизу — надпись англ. «United States of America» («Соединенные Штаты Америки») с обозначением номинала 18 сентаво в углу с каждой стороны. Над ней находится небольшой баннер с надписью англ. «Pagsanjan Falls» («Водопад Пагсанджан»), в то время как на плакетке в верхней части марки находятся слова англ. «Philippine Islands» («Филиппинские острова») по дуге. На рисунке изображён большой водопад с растущими наверху деревьями и несколько лодок поблизости. Цвета яркие, чтобы изображение было хорошо видно. Дополнительные элементы дизайна обрамляют изображение с обеих сторон.

## Ошибка

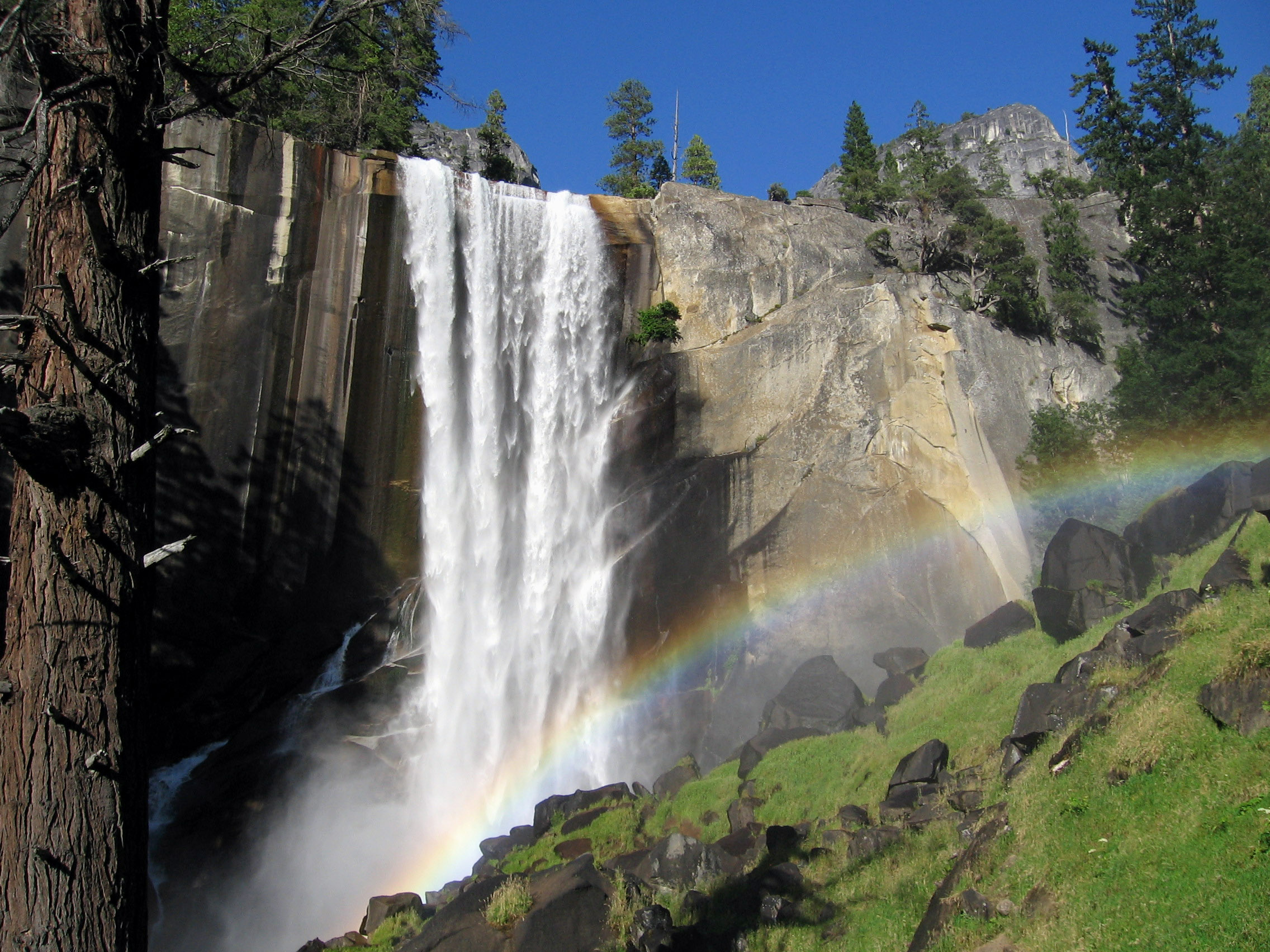
Водопад Вернал

Хотя надпись гласит: водопад Пагсанхан, на марке изображён водопад Вернал, расположенный в Йосемитском национальном парке в Калифорнии. Ошибка возникла из-за того, что гравёр Бюро гравировки и печати за основу для изображения на марке взял фотографию водопада Вернал, так как почтамт в Маниле предоставил не то изображение. В то время, в июле 1941 года, по оценкам, было напечатано полтора миллиона экземпляров марки, хотя её отзыв из обращения и рассматривался. Марка с исправленным изображением так и не была выпущена.